# إنريكي جيافيريني
إنريكي جيافيريني (بالإسبانية: Enrique Giaverini)‏ (مواليد 20 ديسمبر 1908) هو ملاكم تشيلي، مثّل بلاده في الألعاب الأولمبية الصيفية 1936.

## روابط خارجية
إنريكي جيافيريني على موقع أوليمبيديا (الإنجليزية)